# Zwanenwater & Pettemerduinen
Zwanenwater & Pettemerduinen is een Natura 2000-gebied  in de Nederlandse provincie Noord-Holland in de gemeente Schagen, noord van het dorp Petten, en zuid van het dorp Callantsoog.
Het noordelijke stuk is het Zwanenwater waar de Vogelrichtlijn plus de Habitatrichtlijn geldt. Het zuidelijke stuk is Pettemerduinen waar alleen de Vogelrichtlijn geldt.